# Hugo Martín Cuervo
Martín Cuervo (Madrid, España, 24 de noviembre de 1987) es un director de cine, guionista, actor y músico español. 
Hijo de un técnico de cine y de una azafata de vuelo, Martín Cuervo creció entre decorados y cajones de cámara en los rodajes de su padre, instaurándose en él una afición muy temprana por lo cinematográfico. Fue actor y modelo infantil entre los 6 y los 10, apareciendo en series con papeles episódicos o en catálogos de moda para niños. Dirigió su primer cortometraje amateur con 17 años, en formato digital y con sus compañeros del colegio.  Logró el acceso a la RESAD en el apartado de dramaturgia en el 2006, carrera que no acabó, y simultáneamente cursó interpretación en la escuela de Juan Carlos Corazza. Fue nominado al Goya en 2009, siendo el cortometrajista más joven en conseguirlo. En 2012 sacó su primer disco "Batalla" de la mano de EMI bajo el alter ego de Sethler. En 2016 se lanzó su segundo disco “Negociación” con el sello independiente Mushroom Pillow. En 2021 se estrena su primer largometraje como director y guionista, “Con quién viajas”, producido por Álamo producciones y A contracorriente.

## Carrera cinematográfica
En el invierno de 2006, con solo 19 años, escribe "Final", el que a la postre sería su primer cortometraje, protagonizado por Imanol Arias y Manuela Paso. Rodado en el 2007 se estrenó en la SEMINCI ganando el premio del público al mejor cortometraje español. A finales de 2008 fue nominado al Goya al mejor cortometraje de Ficción.
A principios de ese mismo año rodó "Abandonao" dentro de la maratón Avid de cortos de la Semana de Cine de Medina del Campo, teniendo que ser rodado este en 30 horas y montado en otras tantas. Actuaba él mismo y la idea fue, como mandaba el concurso, desarrollada sobre la marcha. Ganó el primer premio de dicha maratón.
También en 2008 dirigió "Último minuto", una historia sobre la violencia doméstica con Chema Muñoz y Joel Gómez.
En 2009 rueda su tercer corto en cine, que cierra su trilogía sobre los padres y los hijos: "La vida que me queda", con Javier Pereira, la peculiar historia de un joven con síndrome de Ásperger que literaliza la frase de su madre de que tiene 7 vidas como los gatos. Se estrena en 2010 en la XII muestra de cortometrajes de la comunidad de Madrid. También estrena en 2010 "Pluriempleo", otra comedia en video fruto de otra maratón, esta vez impulsada por el Ministerio de Trabajo. En 2011 ve la luz "Someone like you" con Willy Toledo y Sancho Gracia. Sus primeros pasos en la comedia.
Tras una pausa en la que se dedica mayormente a publicidad y a dirigir videoclips, en 2021 estrenará su primer largometraje Con quién viajas, una road-movie sobre un viaje en blablacar en tono de comedia con tintes de thriller. La película está protagonizada por Salva Reina, Ana Polvorosa, Andrea Duro y Pol Monen.
Paralelamente, estrenó La última pregunta, que se trata de una obra de teatro para «Las noches de la suite» protagonizada por Andrea Duro, Paula Prendes y Raúl Mérida. La obra estuvo cinco meses en cartel con gran éxito de público.
En 2022 estrenó Todos lo hacen, su segunda película, protagonizada por Kira Miró, Salva Reina, Julián López, Pablo Carbonell, Carlos Santos, Toni Acosta, Mariam Hernández, Andrea Duro, Macarena Gómez y Víctor Palmero.
En 2024, estrena la película "¿Quién es quién?".

## Filmografía como director

### Largometrajes
- 2021 - Con quién viajas
- 2022 - Todos lo hacen
- 2024 - La Bandera (2024)
- 2024 - ¿Quién es quién?

### Cortometrajes
- 2005 - Mirar atrás (corto)
- 2008 - Final (corto)
- 2008 - Abandonao (corto)
- 2009 - Último minuto (corto)
- 2010 - Pluriempleo (corto)
- 2010 - La vida que me queda (corto)
- 2011 - Someone like you (corto)

## Premios

### Premios Goya
| Año  | Categoría          | Película      | Resultado |
| ---- | ------------------ | ------------- | --------- |
| 2009 | Mejor cortometraje | Final (corto) | Candidato |

### Festival de Málaga
| Año  | Categoría      | Película         | Resultado |
| ---- | -------------- | ---------------- | --------- |
| 2021 | Biznaga de oro | Con quién viajas | Nominada  |

### Otros premios
- En 2008 su primer corto Final recibe el premio del público al mejor corto español en la SEMINCI, el premio al mejor corto joven en el festival DUNAS, el premio TELEMADRID/LA OTRA como finalista en la X muestra de cortometrajes de la Comunidad de Madrid.[14]
- En 2008 Abandonao consigue el primer premio de la maratón Avid de la semana de cine de Medina del Campo.[7]
- En 2009 recibe el premio TELEMADRID/LA OTRA como finalista en la XI muestra de cortometrajes de la Comunidad de Madrid por su trabajo Último minuto.[15]